# Homoplectra flinti
Homoplectra flinti är en nattsländeart som beskrevs av Weaver 1985. Homoplectra flinti ingår i släktet Homoplectra och familjen ryssjenattsländor. Inga underarter finns listade i Catalogue of Life.